# Ophion areolaris
Ophion areolaris är en stekelart som beskrevs av Brauns 1889. Ophion areolaris ingår i släktet Ophion och familjen brokparasitsteklar. Arten är reproducerande i Sverige. Inga underarter finns listade i Catalogue of Life.